# Subfamília
En biologia, la subfamília és la unitat sistemàtica entre la família i la tribu. Aquest nivell de classificació s'utilitza per agrupar les tribus d'una família concreta.

## Nomenclatura

### Vegetals, algues i fongs
El codi internacional de nomenclatura botànica regula el nom del tàxon subfamília, que rep la terminació "-oideae" (en català, -òidies), com per exemple Fumarioideae (fumariòidies).

### Animals
El codi internacional de nomenclatura zoològica (ICZN, 1999) regula el nom del tàxon subfamília, que rep la terminació "-inae" (en català -ins), com per exemple, Homininae (hominins).

## Nivells de classificació (de general a concret)
| Superfamília |
| Família      |
| Subfamília   |
| Tribu        |
| Subtribu     |
| Gènere       |